# Ceratophygadeuon impressus
Ceratophygadeuon impressus là một loài tò vò trong họ Ichneumonidae.